# 양금희
양금희(梁琴喜, 1961년 11월 15일~)는 사회기관단체인 출신 대한민국의 정치인으로 제21대 국회의원이다.

## 학력
- 1968~1974: 남산국민학교 졸업
- 1974~1977: 대명여자중학교 졸업
- 1977~1980: 남산여자고등학교 졸업
- 1980~1984: 경북대학교 전자공학 학사

## 경력
- 상서여자상업고등학교 교사
- 2016.07~2018.06: 한중경제문화교류센터 대표
- 2017.09~2019.08: 민주평화통일자문회의 자문위원
- 2017.12~2018.06: 대검찰청 수사심의위원회 위원
- 2018.03~2020.03: 한국여성유권자연맹 중앙회장
- 2018.12: 세계직능중소상공인총연합회 자문위원
- 2019.04: 의회행정박람회 조직위원회 부위원장
- 2019.09: 에코비전21 자문위원
- 2020.06~2020.09: 미래통합당 대구광역시당 북구 갑 당원협의회 운영위원장
- 2020.07~2020.09: 미래통합당 성폭력 대책 특별위원회 위원
- 2020.09~2024.01: 국민의힘 대구광역시당 북구갑 당원협의회 운영위원장
- 2020.09: 국민의힘 성폭력 대책 특별위원회 위원
- 2020.09: 국민의힘 호남 동행 국회의원 발대식 명예의원(전라북도 익신시)
- 2020.10: 국민의힘 약자와의 동행 위원회 현장동행분과위원
- 2020.11~2021.06: 국민의힘 정책조정위원회 제5정조부위원장(복지·환노·여가 분야)
- 2020.12~2021.03: 국민의힘 4.7 재보궐선거 공약개발단 공통공약 개발단 안심안전팀 위원
- 2021.06: 국민의힘 반도체 특별위원회 간사
- 2021.06: 국민의힘 군 성범죄 진상규명 및 재발 방지 특별위원회 위원
- 2021.07: 국민의힘 정책조정위원회 제2정조부위원장
- 2021.07~2022.11: 국민의힘 중앙여성위원회 위원장
- 2021.11: 사단법인 한국선거협회 고문
- 2021.12~2022.01: 국민의힘 선거대책위원회 중앙선거대책위원회 여성본부장
- 2021.12~2022.03: 국민의힘 대구를 살리는 선거대책위원회 코로나민생본부장
- 2022.01~2022.03: 국민의힘 제20대 대통령 선거 선거대책본부 여성본부장
- 2022.03~2022.05: 국민의힘 6·1지방선거 공천관리위원회 위원
- 2022.04~2022.09: 국민의힘 원내대변인
- 2022.05~2022.06: 국민의힘 6·1지방선거 시민이 힘나는 선거대책위원회 메시지본부 대변인
- 2022.06: 국민의힘 반도체산업 경쟁력 강화 특별위원회 위원
- 2022.07~2022.07: 국민의힘 상임위원장 선출 선거관리위원회 위원
- 2022.09~2022.09: 국민의힘 원내대표와 국회 운영위원장 선출을 위한 선거관리위원회 위원
- 2022.10~2023.03: 국민의힘 수석대변인
- 2022.12~: 재경 경북대학교 총동창회장
- 2023.02~2023.04: 국민의힘 4·5 재보궐선거 공천관리위원회 위원
- 2023.05: 국민의힘 노동개혁특별위원회 위원
- 2023.06: 국민의힘 국민통합위원회 부위원장 겸 지역통합분과위원장
- 2023.07: 국민의힘 약자와의동행위원회 경제산업분과 위원
- 2023.07~2024.05: 국민의힘 대구광역시당 위원장
- 2024.01~2024.01: 국민의힘 1·31 보궐선거 대구공천관리위원회 위원장
- 2024.01~2024.04: 국민의힘 22대 총선 공약개발본부 중앙공약개발단 민생플러스 단장
- 2024.06~: 경상북도 경제부지사

### 의정 활동
- 2020.05~2024.05: 제21대 국회의원(대구 북구 갑, 미래통합당)
  - 2020.07~2022.04: 제21대 국회 전반기 산업통상자원중소벤처기업위원회 위원
  - 2020.07~2022.05: 제21대 국회 전반기 여성가족위원회 위원
  - 2020.07~2024.05: 서민금융활성화 및 소상공인포럼 구성의원
  - 2020.07~2024.05: 국회 4차산업혁명포럼 공동연구책임의원
  - 2020.09~2022.05: 제21대 국회 전반기 여성가족위원회 법안심사소위원회 위원
  - 2021.09~2021.09: 제21대 국회 대법관(오경미) 임명동의에 관한 인사청문특별위원회 위원
  - 제21대 국회 전반기 여성가족위원회 예산결산심사소위원회 위원
  - 2022.01~2023.12: 제21대 국회 2030 부산세계박람회 유치지원 특별위원회 위원
  - 2022.04~2022.05: 제21대 국회 전반기 기획재정위원회 위원
  - 2022.05~2022.05: 제21대 국회 전반기 국회운영위원회 위원
  - 2022.05~2022.05: 제21대 국회 전반기 산업통상자원중소벤처기업위원회 위원
  - 2022.07~2022.09: 제21대 국회 후반기 국회운영위원회 위원
    - 제21대 국회 후반기 국회운영위원회 예산결산심사소위원회 위원

  - 2022.07~2024.05: 제21대 국회 후반기 산업통상자원중소벤처기업위원회 위원
    - 제21대 국회 후반기 산업통상자원중소벤처기업위원회 산업통상자원특허소위원회 위원

  - 2022.07~2022.07: 제21대 국회 후반기 예산결산특별위원회 위원
  - 2023.02~2024.05: 제21대 국회 첨단전략산업 특별위원회 위원
  - 2023.06~2024.05: 제21대 국회 후반기 예산결산특별위원회 위원

## 역대 선거 결과
| 실시년도 | 선거   | 대수 | 직책     | 선거구       | 정당       | 득표수    | 득표율          | 순위 | 당락 | 비고 |
| -------- | ------ | ---- | -------- | ------------ | ---------- | --------- | --------------- | ---- | ---- | ---- |
| 2020년   | 총선   | 21대 | 국회의원 | 대구 북구 갑 | 미래통합당 | 52,916 표 | \| \| 49.82% \| | 1위  |      | 초선 |
|          | 49.82% |      |          |              |            |           |                 |      |      |      |

## 같이 보기
- 북구 갑 (대구)
- 대구 북구의 국회의원
- 경상북도 부지사